# Nicolas Burtin
Nicolas Burtin (ur. 15 stycznia 1972 w Bonneville) – francuski narciarz alpejski. Najlepsze wyniki w Pucharze Świata osiągnął w sezonie 1997/1998, kiedy to zajął 16. miejsce w klasyfikacji generalnej, a w klasyfikacji zjazdu był trzeci. Najlepszym wynikiem Burtina na mistrzostwach świata było 23. miejsce w zjeździe podczas mistrzostw świata w Sankt Anton, wynik ten powtórzył 2 lata później na mistrzostwach świata w Sankt Moritz. Zajął także 6. miejsce w zjeździe na Igrzyskach w Lillehammer.

## Sukcesy

### Puchar Świata

#### Miejsca w klasyfikacji generalnej
- 1993/1994 – 80.
- 1997/1998 – 16.
- 1998/1999 – 84.
- 1999/2000 – 124.
- 2000/2001 – 90.
- 2001/2002 – 131.
- 2002/2003 – 50.
- 2003/2004 – 77.
- 2004/2005 – 121.
- 2005/2006 – 137.

#### Miejsca na podium
1. Wengen – 16 stycznia 1998 (zjazd) – 2. miejsce
2. Kitzbühel – 23 stycznia 1998 (zjazd) – 2. miejsce
3. Garmisch-Partenkirchen – 31 stycznia 1998 (zjazd) – 2. miejsce
4. Kvitfjell – 7 marca 1998 (zjazd) – 1. miejsce